# NGC 6343
NGC 6343 est une vaste galaxie elliptique (?) compacte située dans la constellation d'Hercule. Sa vitesse par rapport au fond diffus cosmologique est de 8 242 ± 35 km/s, ce qui correspond à une distance de Hubble de 121,6 ± 8,5 Mpc (∼397 millions d'al). NGC 6343 a été découverte par l'astronome américain Lewis Swift en 1887.
En raison d'une brillance de surface égale à 14,01 mag/am2, on peut qualifier NGC 6343 de galaxie à faible brillance de surface (LSB en anglais pour low surface brightness). Les galaxies LSB sont des galaxies diffuses (D) avec une brillance de surface inférieure de moins d'une magnitude à celle du ciel nocturne ambiant.

## Supernova
La supernova SN 2013bs a été découverte dans NGC 6343 le 18 avril 2013 dans le cadre du relevé CRTS (Catalina Real-Time Transient Survey) de l'institut Caltech. Cette supernova était de type Ia.